# Burg Altenstein (Bad Liebenstein)
 Burg Altenstein war eine mittelalterliche Spornburg auf 450 m ü. NN bei Schweina und Bad Liebenstein im Thüringer Wald.

## Geschichte
Der Name Altenstein und einige noch unter dem heutigen Schloss Altenstein und im Parkgelände vorhandene Baureste erinnern an eine mächtige mittelalterliche Burg, die als eine der ersten aus Stein erbauten Burganlagen im mittleren Werratal entstand und um 1120 vom Kloster Fulda an das urfränkische Rittergeschlecht von Stein (de Lapide) vergeben war.
Der Standort lag am Rande der Mark Breitungen und zugleich am Beginn der Schweinaer Straße, einer Altstraße über den Thüringer Wald. Beide verschafften der Burg eine strategische Bedeutung. Gegen das im 12. Jahrhundert in Blüte stehende Geschlecht der Frankensteiner unterlagen die Altensteiner und überließen ihnen die Burg; zu welchem Anlass ist unbekannt.

### Die fränkische Burg Stein
Bereits während der Christianisierung der Thüringer durch die Apostel Kilian und Bonifatius soll an gleicher Stelle, als nördlicher Nachbar der Burgen Frankenstein bei Bad Salzungen und Burg Frankenberg bei Helmers im Rosatal, eine fränkische Befestigungsanlage vorhanden gewesen sein. Archäologische Belege konnten für diese Vermutung aber noch nicht ergraben werden.

### Gegenburg Markgrafenstein
Gegenüber der Burg Stein wurde am Bonifaciusfelsen im 13. Jahrhundert von den Ludowingern die Errichtung einer weiteren Burg, auch als der „Neue Stein“ bekannt, erzwungen. Der Name „Markgrafenstein“ deutet an, dass die späteren Landgrafen aus dem Haus Wettin zum Zeitpunkt der Namensentstehung auch Markgrafen von Meißen waren.
Der 1225 erstmals verwendete Name Altenstein (de aniquo lapide) für die ältere Burganlage und die zugehörige Burggrafschaft Altenstein, in der Bevölkerung als „Dornheckenamt“ bekannt, blieben bis heute in Gebrauch, während die Gegenburg „Neuenstein“ nur selten Erwähnung fand. Über die Herren von Frankenstein gelangte der Altenstein 1346 in den Besitz der Landgrafen von Thüringen, denen auch Burg Neuenstein gehörte.
Als der Reformator Martin Luther am 4. Mai 1521 das Schloss Altenstein auf seiner Heimreise vom Reichstag in Worms passierte, befand sich an diesem Ort eine schon als „Schloss Altenstein“ bezeichnete, aber dem Anschein nach noch immer mittelalterliche Burganlage.

### Zerstörung im Markgräflerkrieg

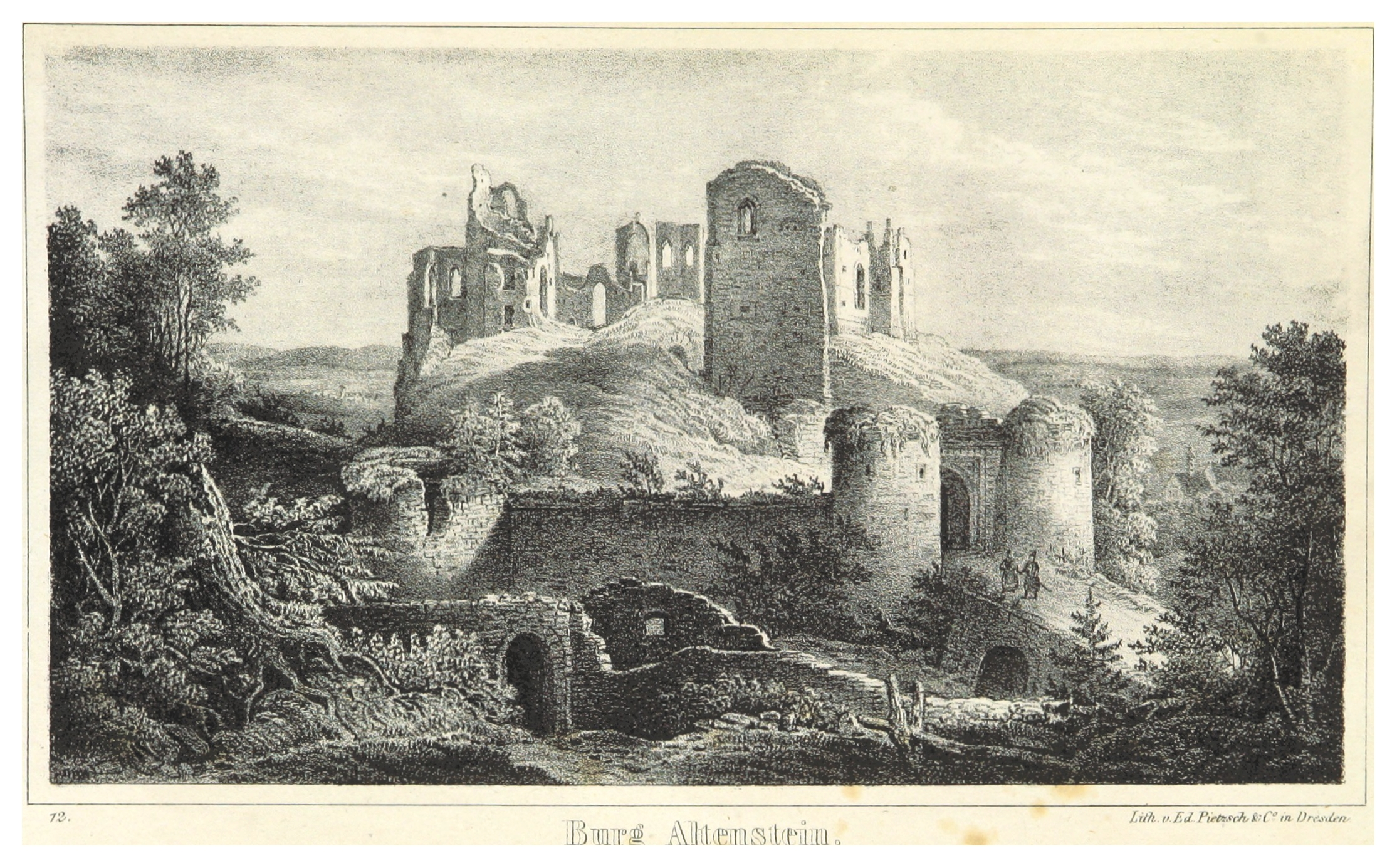
Burgruine Altenstein (um 1800)

Im Bauernkrieg wurde der „Markgrafenstein“ von aufständischen Bauern eingenommen und zerstört. Der Altenstein blieb hingegen unangetastet. Die Burgherren von Wenckheim hatten sich zum Schein auf die Seite der Bauern gestellt. Dreißig Jahre später wurde die militärisch längst veraltete Burg zu einem Schauplatz des Zweiten Markgräflerkrieges.
Im Jahr 1554 fiel eine marodierende Söldnertruppe des Markgrafen von Ansbach über das Schloss her, plünderte und verwüstete die Anlage. Drei Jahre später wurde der Wiederaufbau in bescheidenerem Umfang und im Baustil der Renaissance begonnen. Als Teil der Wenckheimer Erbschaft fiel das Amt Altenstein 1680 an die Herzöge von Sachsen-Meiningen. Der Altenstein ging am 27. März 1733 als Folge einer Brandstiftung in Flammen auf. Ab 1736 ließen die Herzöge das neue Schloss Altenstein errichten.

## Archäologische Forschung

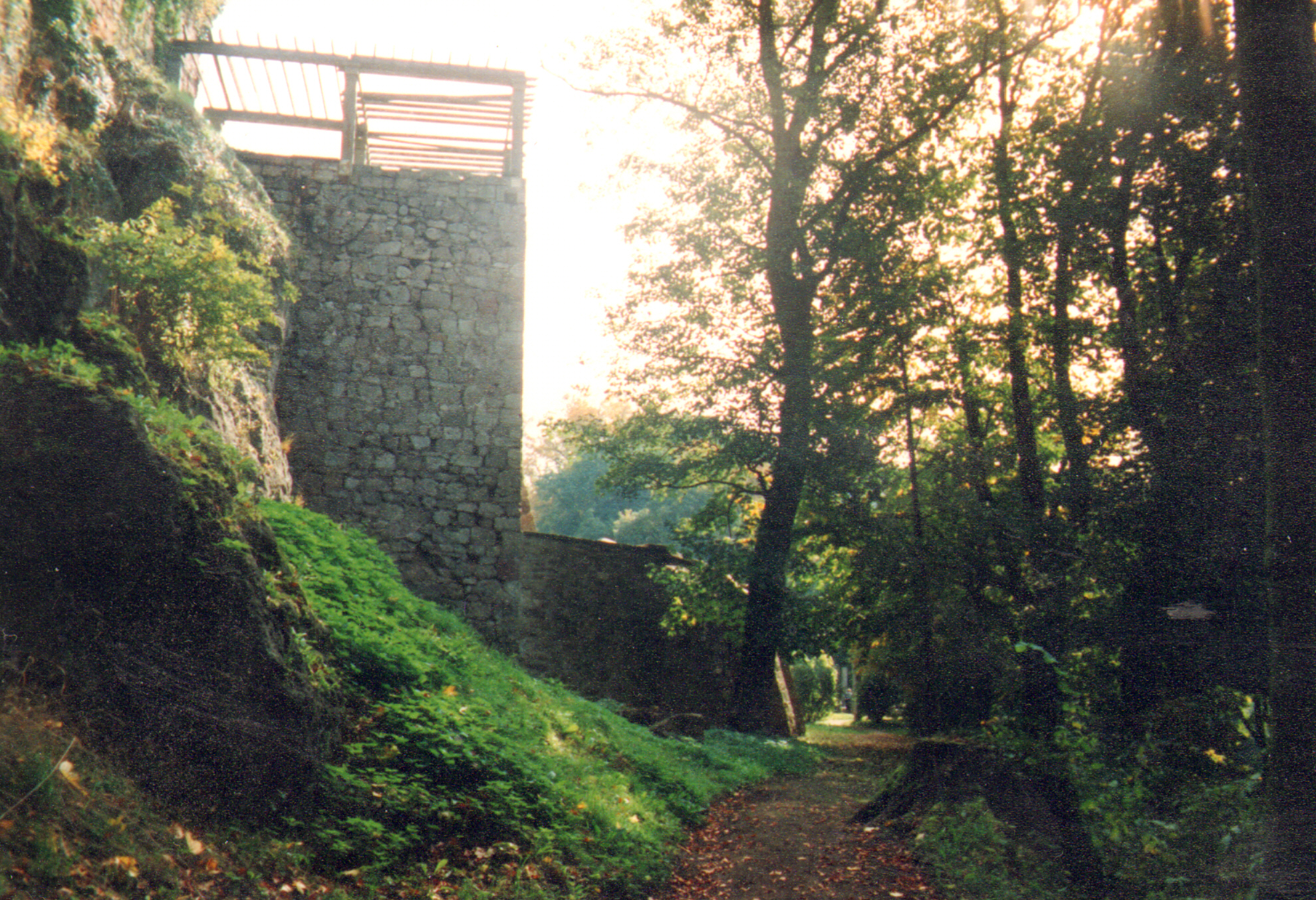
Am Fuß der südlichen Ringmauer unterm Schloss (1995)

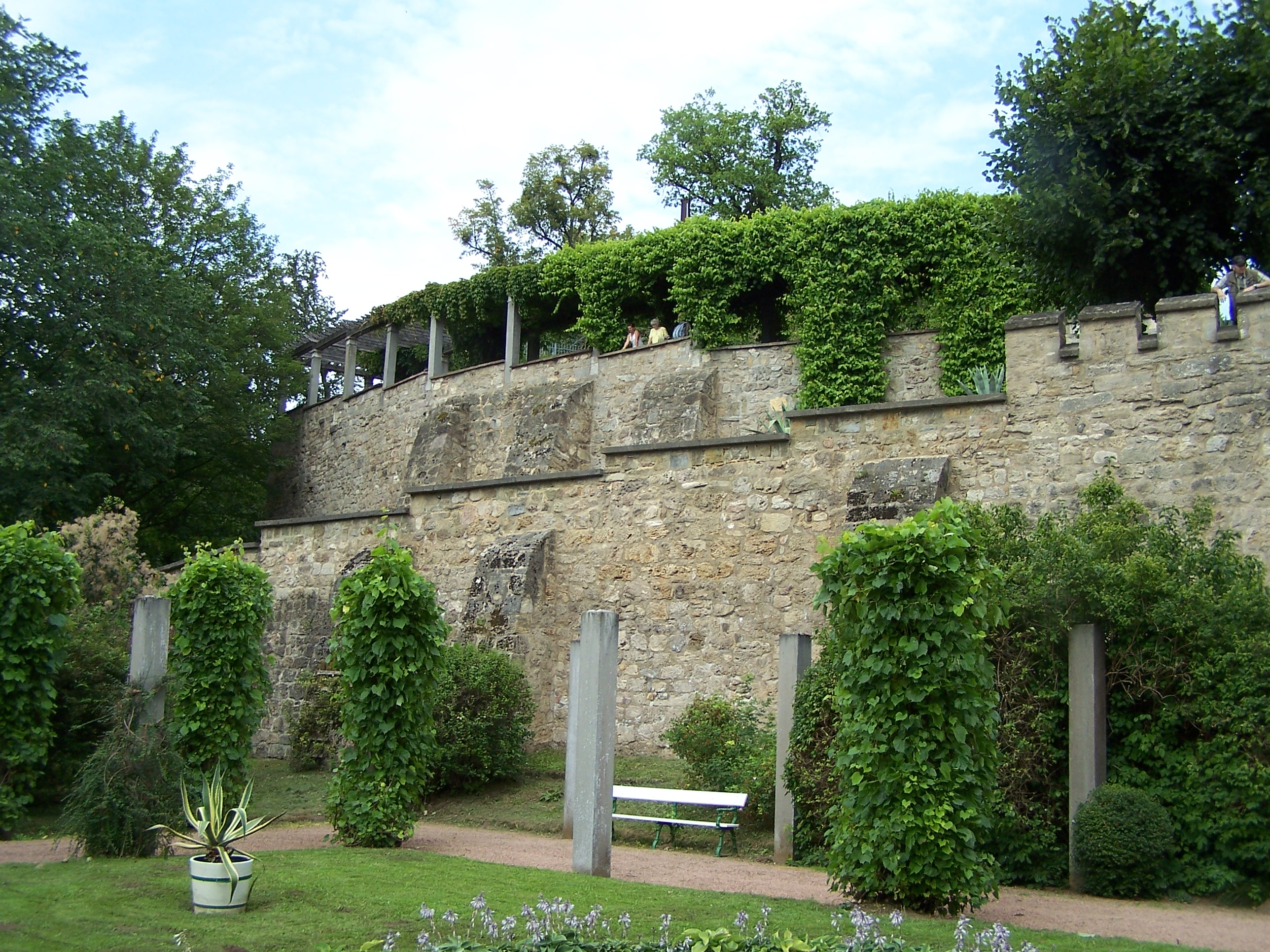
Ringmauer unterm Schloss (2011)

- Im Zusammenhang mit Bauarbeiten in den Kelleranlagen der Burg konnte ab 1995 beginnend eine verschüttete Zisterne bis in 7 Meter Tiefe freigelegt werden. Der dabei zuletzt geborgene Fund einer Flasche aus der Zeit um 1900 belegte dann lediglich die Verfüllung im 20. Jahrhundert.
- Weitere Ausgrabungen fanden im Bereich der Vorburg – jetzt Teil der Terrasse – statt. Dabei kamen Reste von angesengten Körnern und Keramik zu Tage. Man vermutet dort den Standort einer Getreidedörre als Zubehör des Brauhauses.
- Im Jahr 2000 konnte unter den abgetragenen östlichen Balustraden erneut gegraben werden.[2]
- In den Jahren 2004 und 2005 konnte nördlich der Terrasse gegraben werden. Die dort geborgenen Funde belegen Gebäudereste und Nutzungsphasen aus dem 13. bis 15. Jahrhundert.[3]